# Liga de Campeones de la EHF 2010-11
La Liga de Campeones de la EHF 2010-11 es la 51.ª edición de la competición. Arrancó en septiembre de 2010 y concluyó el 29 de mayo de 2011. La final a 4 se jugó en Lanxess Arena de Colonia el 28 y 29 de mayo.

## Ronda de clasificación
Está compuesta por tres grupos de cuatro equipos cada uno, el ganador de cada grupo tiene una plaza para la Liga de Campeones de la EHF 2010-11. No hay partido de vuelta, puesto que se celebra en una ciudad cada grupo.

### Grupo 1
Se celebró en la ciudad Austriaca de Bregenz del 3 al 5 de septiembre. En donde el TATRAN Presov de Eslovaquia consiguió una plaza para la Liga de Campeones de la EHF 2010-11
| Equipo        | Pts | PJ | PG | PE | PP | GF | GC | Dif |
| ------------- | --- | -- | -- | -- | -- | -- | -- | --- |
| TATRAN Presov | 5   | 3  | 2  | 1  | 0  | 92 | 87 | +5  |
| A1 Bregenz    | 4   | 3  | 2  | 0  | 1  | 90 | 85 | +5  |
| Besiktas JK   | 2   | 3  | 1  | 0  | 2  | 85 | 91 | -6  |
| Drammen HK    | 1   | 3  | 0  | 1  | 2  | 94 | 98 | -4  |

| Fecha           | Lugar   | Local         | Resultado | Visitante     |
| --------------- | ------- | ------------- | --------- | ------------- |
| 3 de septiembre | Bregenz | Drammen HK    | 29-30     | Besiktas JK   |
| 3 de septiembre | Bregenz | TATRAN Presov | 27-25     | A1 Bregenz    |
| 4 de septiembre | Bregenz | Besiktas JK   | 27-30     | TATRAN Presov |
| 4 de septiembre | Bregenz | A1 Bregenz    | 33-30     | Drammen HK    |
| 5 de septiembre | Bregenz | TATRAN Presov | 35-35     | Drammen HK    |
| 5 de septiembre | Bregenz | A1 Bregenz    | 32-28     | Besiktas JK   |

### Grupo 2
Se celebró en la ciudad portuguesa de Oporto del 3 al 5 de septiembre. En donde el HC DINAMO-Minsk de Bielorrusia consiguió la plaza para la Liga de Campeones de la EHF 2010-11
| Equipo           | Pts | PJ | PG | PE | PP | GF | GC | Dif |
| ---------------- | --- | -- | -- | -- | -- | -- | -- | --- |
| HC DINAMO-Minsk  | 5   | 3  | 2  | 1  | 0  | 79 | 72 | +7  |
| FC Porto/Vitalis | 4   | 3  | 1  | 2  | 0  | 74 | 67 | +7  |
| ZTR Zaporozhye   | 2   | 3  | 1  | 0  | 2  | 73 | 79 | -6  |
| RK Metalurg      | 1   | 3  | 0  | 1  | 2  | 68 | 76 | -8  |

| Fecha           | Lugar  | Local            | Resultado | Visitante        |
| --------------- | ------ | ---------------- | --------- | ---------------- |
| 3 de septiembre | Oporto | ZTR Zaporozhye   | 20-27     | FC Porto/Vitalis |
| 3 de septiembre | Oporto | RK Metalurg      | 21-27     | HC DINAMO-Minsk  |
| 4 de septiembre | Oporto | FC Porto/Vitalis | 24-24     | RK Metalurg      |
| 4 de septiembre | Oporto | HC DINAMO-Minsk  | 29-28     | ZTR Zaporozhye   |
| 5 de septiembre | Oporto | RK Metalurg      | 23-25     | ZTR Zaporozhye   |
| 5 de septiembre | Oporto | HC DINAMO-Minsk  | 23-23     | FC Porto/Vitalis |

### Grupo W
Se celebró en la ciudad alemana de Karlsruhe del 3 al 5 de septiembre. En donde el Rhein-Neckar Löwen de Alemania consiguió una plaza para la Liga de Campeones de la EHF 2010-11.
| Equipo                | Pts | PJ | PG | PE | PP | GF | GC | Dif |
| --------------------- | --- | -- | -- | -- | -- | -- | -- | --- |
| Rhein-Neckar Löwen    | 6   | 3  | 3  | 0  | 0  | 97 | 80 | +17 |
| Bjerringbro-Silkeborg | 4   | 3  | 2  | 0  | 1  | 84 | 85 | -1  |
| Reale Ademar León     | 2   | 3  | 1  | 0  | 2  | 79 | 81 | -2  |
| RK Velenje            | 0   | 3  | 0  | 0  | 3  | 77 | 91 | -14 |

| Fecha           | Lugar     | Local                 | Resultado | Visitante             |
| --------------- | --------- | --------------------- | --------- | --------------------- |
| 3 de septiembre | Karlsruhe | Reale Ademar León     | 26-27     | Bjerringbro-Silkeborg |
| 3 de septiembre | Karlsruhe | Rhein-Neckar Löwen    | 33-28     | RK Velenje            |
| 4 de septiembre | Karlsruhe | RK Velenje            | 21-27     | Reale Ademar          |
| 4 de septiembre | Karlsruhe | Bjerringbro-Silkeborg | 26-31     | Rhein-Neckar Löwen    |
| 5 de septiembre | Karlsruhe | Bjerringbro-Silkeborg | 31-28     | RK Velenje            |
| 5 de septiembre | Karlsruhe | Reale Ademar León     | 26-33     | Rhein-Neckar Löwen    |

## Fase de grupos
Esta fase está formada por 4 liguillas con 6 equipos cada una. Los cuatro primeros que se clasifiquen pasan a los octavos de final.
|  | Equipos clasificados para los octavos de final. |

### Grupo A
Está compuesto por el THW Kiel alemán, el Rhein-Neckar Löwen alemán, el FC Barcelona Borges español, el Chambéry Savoie Handball francés, el Celje Pivovarna Lasko esloveno, y finalmente el KS Vive Targi Kielce. Se clasificaron los dos alemanes, el español y el francés para la siguiente ronda.
| Equipo                   | Pts | PJ | PG | PE | PP | GF  | GC  | Dif |
| ------------------------ | --- | -- | -- | -- | -- | --- | --- | --- |
| THW Kiel                 | 16  | 10 | 7  | 2  | 1  | 326 | 277 | +49 |
| Rhein-Neckar Löwen       | 13  | 10 | 5  | 3  | 2  | 307 | 292 | +15 |
| FC Barcelona Borges      | 13  | 10 | 5  | 3  | 2  | 327 | 290 | +37 |
| Chambéry Savoie Handball | 8   | 10 | 4  | 0  | 6  | 262 | 307 | -45 |
| Celje Pivovarna Lasko    | 6   | 10 | 3  | 0  | 7  | 300 | 332 | -32 |
| KS Vive Targi Kielce     | 4   | 10 | 1  | 2  | 7  | 276 | 300 | -24 |

| Fecha            | Lugar             | Local                    | Resultado | Visitante                |
| ---------------- | ----------------- | ------------------------ | --------- | ------------------------ |
| 25 de septiembre | Sparkassen-Arena  | THW Kiel                 | 35-23     | Chambéry Savoie Handball |
| 26 de septiembre | Palau Blaugrana   | FC Barcelona Borges      | 30-31     | Rhein-Neckar Löwen       |
| 26 de septiembre | Hala Legionów     | KS Vive Targi Kielce     | 30-36     | Celje Pivovarna Lasko    |
| 2 de octubre     | Arena de Zlatorog | Celje Pivovarna Lasko    | 28-32     | Rhein-Neckar Löwen       |
| 3 de octubre     | Le Phare          | Chambéry Savoie Handball | 27-26     | KS Vive Targi Kielce     |
| 3 de octubre     | Sparkassen-Arena  | THW Kiel                 | 28-28     | FC Barcelona Borges      |
| 9 de octubre     | Palau Blaugrana   | FC Barcelona Borges      | 44-33     | Celje Pivovarna Lasko    |
| 10 de octubre    | Sparkassen-Arena  | THW Kiel                 | 33-29     | KS Vive Targi Kielce     |
| 10 de octubre    | SAP-Arena         | Rhein-Neckar Löwen       | 37-22     | Chambéry Savoie Handball |
| 17 de octubre    | Hala Legionów     | KS Vive Targi Kielce     | 23-23     | Rhein-Neckar Löwen       |
| 17 de octubre    | Le Phare          | Chambéry Savoie Handball | 27-26     | FC Barcelona Borges      |
| 17 de octubre    | Arena de Zlatorog | Celje Pivovarna Lasko    | 28-34     | THW Kiel                 |
| 20 de noviembre  | Hala Legionów     | KS Vive Targi Kielce     | 26-33     | FC Barcelona Borges      |
| 21 de noviembre  | Arena de Zlatorog | Celje Pivovarna Lasko    | 30-24     | Chambéry Savoie Handball |
| 21 de noviembre  | Sparkassen-Arena  | THW Kiel                 | 30-27     | Rhein-Neckar Löwen       |
| 26 de noviembre  | SAP-Arena         | Rhein-Neckar Löwen       | 30-30     | THW Kiel                 |
| 27 de noviembre  | Palau Blaugrana   | FC Barcelona Borges      | 28-28     | KS Vive Targi Kielce     |
| 27 de noviembre  | Le Phare          | Chambéry Savoie Handball | 35-27     | Celje Pivovarna Lasko    |
| 4 de diciembre   | SAP-Arena         | Rhein-Neckar Löwen       | 33-32     | Celje Pivovarna Lasko    |
| 5 de diciembre   | Hala Legionów     | KS Vive Targi Kielce     | 31-25     | Chambéry Savoie Handball |
| 5 de diciembre   | Palau Blaugrana   | FC Barcelona Borges      | 32-29     | THW Kiel                 |
| 19 de febrero    | Le Phare          | Chambéry Savoie Handball | 26-28     | THW Kiel                 |
| 19 de febrero    | Arena de Zlatorog | Celje Pivovarna Lasko    | 30-29     | KS Vive Targi Kielce     |
| 20 de febrero    | SAP-Arena         | Rhein-Neckar Löwen       | 38-38     | FC Barcelona Borges      |
| 27 de febrero    | SAP-Arena         | Rhein-Neckar Löwen       | 29-27     | KS Vive Targi Kielce     |
| 27 de febrero    | Palau Blaugrana   | FC Barcelona Borges      | 38-23     | Chambéry Savoie Handball |
| 27 de febrero    | Sparkassen-Arena  | THW Kiel                 | 43-27     | Celje Pivovarna Lasko    |
| 5 de marzo       | Le Phare          | Chambéry Savoie Handball | 32-27     | Rhein-Neckar Löwen       |
| 5 de marzo       | Arena de Zlatorog | Celje Pivovarna Lasko    | 27-30     | FC Barcelona Borges      |
| 6 de marzo       | Hala Legionów     | KS Vive Targi Kielce     | 27-36     | THW Kiel                 |

### Grupo B
Está compuesto por el Montpellier Agglomération Handball francés, el Veszprém KC húngaro, el HSV Hamburg alemán, el KIF Kolding danés, el IK Sävehof sueco, y finalmente el TATRAN Presov eslovaco. Se clasificaron el francés, el húngaro, el alemán, y el danés para la siguiente ronda.
| Equipo                             | Pts | PJ | PG | PE | PP | GF  | GC  | Dif |
| ---------------------------------- | --- | -- | -- | -- | -- | --- | --- | --- |
| Montpellier Agglomération Handball | 16  | 10 | 8  | 0  | 2  | 326 | 259 | +67 |
| Veszprém KC                        | 16  | 10 | 8  | 0  | 2  | 322 | 284 | +38 |
| HSV Hamburg                        | 13  | 10 | 6  | 1  | 3  | 304 | 273 | +31 |
| KIF Kolding                        | 10  | 10 | 5  | 0  | 5  | 296 | 316 | -20 |
| IK Sävehof                         | 3   | 10 | 1  | 1  | 8  | 293 | 347 | -64 |
| TATRAN Presov                      | 2   | 10 | 1  | 2  | 7  | 273 | 325 | -52 |

| Fecha            | Lugar                              | Local                              | Resultado | Visitante                          |
| ---------------- | ---------------------------------- | ---------------------------------- | --------- | ---------------------------------- |
| 26 de septiembre | Partillebohallen                   | IK Sävehof                         | 30-38     | KIF Kolding                        |
| 26 de septiembre | Arena de Montpellier               | Montpellier Agglomération Handball | 26-30     | HSV Hamburg                        |
| 26 de septiembre | Tatran Handball Arena Predstavenie | TATRAN Presov                      | 27-35     | Veszprém KC                        |
| 2 de octubre     | Veszprém Aréna                     | Veszprém KC                        | 33-30     | HSV Hamburg                        |
| 2 de octubre     | Arena de Montpellier               | Montpellier Agglomération Handball | 33-21     | IK Sävehof                         |
| 3 de octubre     | Tatran Handball Arena Predstavenie | TATRAN Presov                      | 29-31     | KIF Kolding                        |
| 9 de octubre     | Kolding Hallen                     | KIF Kolding                        | 32-30     | HSV Hamburg                        |
| 9 de octubre     | Veszprém Aréna                     | Veszprém KC                        | 27-26     | Montpellier Agglomération Handball |
| 10 de octubre    | Partillebohallen                   | IK Sävehof                         | 33-32     | TATRAN Presov                      |
| 14 de octubre    | Sporthalle Hamburg                 | HSV Hamburg                        | 33-24     | IK Sävehof                         |
| 16 de octubre    | Veszprém Aréna                     | Veszprem KC                        | 31-28     | KIF Kolding                        |
| 16 de octubre    | Tatran Handball Arena Predstavenie | TATRAN Presov                      | 31-33     | Montpellier Agglomeration Handball |
| 20 de noviembre  | Sporthalle Hamburg                 | HSV Hamburg                        | 35-23     | TATRAN Presov                      |
| 20 de noviembre  | Kolding Hallen                     | KIF Kolding                        | 28-36     | Montpellier Agglomération Handball |
| 21 de noviembre  | Partillebohallen                   | IK Sävehof                         | 31-41     | Veszprém KC                        |
| 27 de noviembre  | Veszprém Aréna                     | Veszprém KC                        | 38-34     | IK Sävehof                         |
| 28 de noviembre  | Tatran Handball Arena Predstavenie | TATRAN Presov                      | 26-26     | HSV Hamburg                        |
| 28 de noviembre  | Arena de Montpellier               | Montpellier Agglomération Handball | 40-25     | KIF Kolding                        |
| 4 de diciembre   | Kolding Hallen                     | KIF Kolding                        | 28-27     | TATRAN Presov                      |
| 4 de diciembre   | Sporthalle Hamburg                 | HSV Hamburg                        | 27-26     | Veszprém KC                        |
| 6 de diciembre   | Partillebohallen                   | IK Sävehof                         | 21-34     | Montpellier Agglomération Handball |
| 19 de febrero    | Kolding Hallen                     | KIF Kolding                        | 33-27     | IK Sävehof                         |
| 19 de febrero    | Veszprém Arena                     | Veszprém KC                        | 33-22     | TATRAN Presov                      |
| 20 de febrero    | Sporthalle Hamburg                 | HSV Hamburg                        | 27-28     | Montpellier Agglomération Handball |
| 26 de febrero    | Kolding Halle                      | KIF Kolding                        | 29-34     | Veszprém KC                        |
| 26 de febrero    | Partillebohallen                   | IK Sävehof                         | 31-34     | HSV Hamburg                        |
| 27 de febrero    | Arena de Montpellier               | Montpellier Agglomération Handball | 40-25     | TATRAN Presov                      |
| 6 de marzo       | Tatran Handball Arena Predstavenie | TRATAN Presov                      | 31-31     | IK Sävehof                         |
| 6 de marzo       | Sporthalle Hamburg                 | HSV Hamburg                        | 32-24     | KIF Kolding                        |
| 6 de marzo       | Arena de Montpellier               | Montpellier Agglomeration Handball | 30-24     | Veszprém KC                        |

### Grupo C
Está compuesto por el Chejovskie Medvedi ruso, el Cuatro Rayas Valladolid español, el SC Pick Szeged húngaro, el Kadetten Schaffhausen suizo, el HC DINAMO-Minsk bielorruso, y finalmente el Aalborg Håndbold danés. Se clasificaron el ruso, el español, el húngaro, y el suizo para la siguiente ronda.
| Equipo                  | Pts | PJ | PG | PE | PP | GF  | GC  | Dif |
| ----------------------- | --- | -- | -- | -- | -- | --- | --- | --- |
| Chejovskie Medvedi      | 14  | 10 | 6  | 2  | 2  | 315 | 282 | +33 |
| Cuatro Rayas Valladolid | 13  | 10 | 5  | 3  | 2  | 300 | 284 | +16 |
| SC Pick Szeged          | 10  | 10 | 5  | 0  | 5  | 290 | 291 | -1  |
| Kadetten Schaffhausen   | 9   | 10 | 4  | 1  | 5  | 304 | 315 | -11 |
| HC DINAMO-Minsk         | 8   | 10 | 3  | 2  | 5  | 307 | 316 | -9  |
| Aalborg Håndbold        | 6   | 10 | 2  | 2  | 6  | 311 | 339 | -28 |

| Fecha            | Lugar                  | Local                   | Resultado | Visitante               |
| ---------------- | ---------------------- | ----------------------- | --------- | ----------------------- |
| 23 de septiembre | Sporthall Olimpijski   | Chejovskie Medvedi      | 39-29     | Aalborg Håndbold        |
| 25 de septiembre | Városi Sportcsarnok    | SC Pick Szeged          | 29-26     | Kadetten Schaffhausen   |
| 26 de septiembre | Palace of Sport        | HC DINAMO-Minsk         | 30-35     | Cuatro Rayas Valladolid |
| 2 de octubre     | Palace of Sport        | HC DINAMO-Minsk         | 33-29     | SC Pick Szeged          |
| 2 de octubre     | Polideportivo Pisuerga | Cuatro Rayas Valladolid | 26-26     | Chejovskie Medvedi      |
| 3 de octubre     | Gigantium Arena        | Aalborg Håndbold        | 30-30     | Kadetten Schaffhausen   |
| 6 de octubre     | Schweizersbildhalle    | Kadetten Schaffhausen   | 28-30     | Cuatro Raya Valladolid  |
| 7 de octubre     | Palace of Sport        | HC DINAMO-Minsk         | 27-26     | Chejovskie Medvedi      |
| 10 de octubre    | Városi Sportcsarnok    | SC Pick Szeged          | 37-28     | Aalborg Håndbold        |
| 14 de octubre    | Sporthall Olimpijski   | Chejovskie Medvedi      | 38-35     | Kadetten Schaffhausen   |
| 16 de octubre    | Polideportivo Pisuerga | Cuatro Rayas Valladolid | 26-23     | SC Pick Szeged          |
| 17 de octubre    | Gigantium Arena        | Aalborg Håndbold        | 33-29     | HC DINAMO-Minsk         |
| 9 de febrero     | Schweizersbildhalle    | Kadetten Schaffhausen   | 30-35     | HC DINAMO-Minsk         |
| 18 de noviembre  | Sporthall Olimpijski   | Chejovskie Medvedi      | 25-26     | SC Pick Szeged          |
| 21 de noviembre  | Gigantium Arena        | Aalborg Håndbold        | 32-36     | Cuatro Rayas Valladolid |
| 27 de noviembre  | Polideportivo Pisuerga | Cuatro Rayas Valladolid | 33-33     | Aalborg Håndbold        |
| 28 de noviembre  | Palace of Sport        | HC DINAMO-Minsk         | 31-32     | Kadetten Schaffhausen   |
| 28 de noviembre  | Városi Sportcsarnok    | SC Pick Szeged          | 22-29     | Chejovskie Medvedi      |
| 2 de diciembre   | Sporthall Olimpijski   | Chejovskie Medvedi      | 29-27     | Cuatro Rayas Valladolid |
| 4 de diciembre   | Városi Sportcsarnok    | SC Pick Szeged          | 37-34     | HC DINAMO-Minsk         |
| 5 de diciembre   | Schweizersbildhalle    | Kadetten Schaffhausen   | 34-31     | Aalborg Håndbold        |
| 19 de febrero    | Schweizersbildhalle    | Kadetten Schaffhausen   | 31-27     | SC Pick Szeged          |
| 19 de febrero    | Polideportivo Pisuerga | Cuatro Rayas Valladolid | 27-27     | HC DINAMO-Minsk         |
| 20 de febrero    | Gigantium Arena        | Aalborg Håndbold        | 30-38     | Chejovskie Medvedi      |
| 23 de febrero    | Schweizersbildhalle    | Kadetten Schaffhausen   | 32-29     | Chejovskie Medvedi      |
| 25 de febrero    | Városi Sportcsarnok    | SC Pick Szeged          | 30-25     | Cuatro Rayas Valladolid |
| 27 de febrero    | Palace of Sport        | HC DINAMO-Minsk         | 33-31     | Aalborg Håndbold        |
| 3 de marzo       | Sporthall Olimpijski   | Chejovskie Medvedi      | 28-28     | HC DINAMO-Minsk         |
| 5 de marzo       | Polideportivo Pisuerga | Cuatro Rayas Valladolid | 35-26     | Kadetten Schaffhausen   |
| 6 de marzo       | Gigantium Arena        | Aalborg Håndbold        | 34-30     | SC Pick Szeged          |

### Grupo D
Está compuesto por el Club Balonmano Ciudad Real español, el SG Flensburg-Handewitt alemán, el RK Zagreb croata, el Bosna Sarajevo bosnio, el St. Petersburg HC ruso, y finalmente el HCM Constanta rumano. Se clasificaron el español, el alemán, el croata, y el bosnio para la siguiente ronda.
| Equipo                 | Pts | PJ | PG | PE | PP | GF  | GC  | Dif |
| ---------------------- | --- | -- | -- | -- | -- | --- | --- | --- |
| BM Ciudad Real         | 17  | 10 | 8  | 1  | 1  | 303 | 236 | +67 |
| SG Flensburg-Handewitt | 16  | 10 | 8  | 0  | 2  | 288 | 249 | +39 |
| RK Zagreb              | 14  | 10 | 6  | 2  | 2  | 303 | 261 | -42 |
| Bosna Sarajevo         | 5   | 10 | 2  | 1  | 7  | 222 | 286 | -64 |
| St. Petersburg HC      | 4   | 10 | 2  | 0  | 8  | 259 | 302 | -43 |
| HCM Constanta          | 4   | 10 | 2  | 0  | 8  | 261 | 302 | -28 |

| Fecha            | Lugar                      | Local                  | Resultado | Visitante              |
| ---------------- | -------------------------- | ---------------------- | --------- | ---------------------- |
| 22 de septiembre | Sportkompleks "Ubileyniy"  | St. Petersburg HC      | 32-27     | Bosna Sarajevo         |
| 22 de septiembre | Quijote Arena              | BM Ciudad Real         | 27-19     | SG Flensburg-Handewitt |
| 23 de septiembre | Sala Sporturilor Constanta | HCM Constanta          | 23-33     | RK Zagreb              |
| 2 de octubre     | Sportkompleks "Ubileyniy"  | St. Petersburg HC      | 23-32     | BM Ciudad Real         |
| 2 de octubre     | Campushalle                | SG Flensburg-Handewitt | 29-22     | HCM Constanta          |
| 3 de octubre     | Mirza Delibasic Hall       | Bosna Sarajevo         | 26-26     | RK Zagreb              |
| 7 de octubre     | Sportkompleks "Ubileyniy"  | St. Petersburg HC      | 28-35     | RK Zagreb              |
| 9 de octubre     | Mirza Delibasic Hall       | Bosna Sarajevo         | 23-35     | SG Flensburg-Handewitt |
| 10 de octubre    | Quijote Arena              | BM Ciudad Real         | 34-28     | HCM Constanta          |
| 14 de octubre    | Sala Sporturilor Constanta | HCM Constanta          | 26-25     | Bosna Sarajevo         |
| 16 de octubre    | Arena de Zagreb            | RK Zagreb              | 30-30     | BM Ciudad Real         |
| 17 de octubre    | Campushalle                | SG Flensburg-Handewitt | 33-29     | St. Petersburg HC      |
| 18 de noviembre  | Sala Sporturilor Constanta | HCM Constanta          | 29-28     | St. Petersburg HC      |
| 20 de noviembre  | Mirza Delibasic Hall       | Bosna Sarajevo         | 22-29     | BM Ciudad Real         |
| 21 de noviembre  | Campushalle                | SG Flensburg-Handewitt | 32-29     | RK Zagreb              |
| 24 de noviembre  | Sportkompleks "Ubileyniy"  | St. Petersburg HC      | 29-26     | HCM Constanta          |
| 28 de noviembre  | Quijote Arena              | BM Ciudad Real         | 32-17     | Bosna Sarajevo         |
| 28 de noviembre  | Arena de Zagreb            | RK Zagreb              | 31-26     | SG Flensburg-Handewitt |
| 2 de diciembre   | Sala Sporturilor Constanta | HCM Constanta          | 29-32     | SG Flensburg-Handewitt |
| 4 de diciembre   | Arena de Zagreb            | RK Zagreb              | 34-15     | Bosna Sarajevo         |
| 9 de febrero     | Quijote Arena              | BM Ciudad Real         | 32-27     | St. Petersburg HC      |
| 19 de febrero    | Arena de Zagreb            | RK Zagreb              | 34-30     | HCM Constanta          |
| 19 de febrero    | Mirza Delibasic Hall       | Bosna Sarajevo         | 25-24     | St. Petersburg HC      |
| 20 de febrero    | Campushalle                | SG Flensburg-Handewitt | 25-23     | BM Ciudad Real         |
| 24 de febrero    | Sportkompleks "Ubileyniy"  | St. Petersburg HC      | 25-31     | SG Flensburg-Handewitt |
| 26 de febrero    | Mirza Delibasic Hall       | Bosna Sarajevo         | 24-23     | HCM Constanta          |
| 27 de febrero    | Quijote Arena              | BM Ciudad Real         | 30-20     | RK Zagreb              |
| 2 de marzo       | Campushalle                | SG Flensburg-Handewitt | 25-18     | Bosna Sarajevo         |
| 3 de marzo       | Sala Sporturilor Constanta | HCM Constanta          | 25-34     | BM Ciudad Real         |
| 5 de marzo       | Arena de Zagreb            | RK Zagreb              | 31-21     | St. Petersburg HC      |

## Segunda fase
|  | Octavos de final                   | Octavos de final      | Octavos de final |                                    |    | Cuartos de final | Cuartos de final | Cuartos de final |  |  | Semifinales | Semifinales | Semifinales |  |  | Final      | Final      | Final      |
|  |                                    |                       |                  |                                    |    |                  |                  |                  |  |  | 28 de mayo  | 28 de mayo  | 28 de mayo  |  |  | 29 de mayo | 29 de mayo | 29 de mayo |
|  |                                    |                       |                  |                                    |    |                  |                  |                  |  |  |             |             |             |  |  |            |            |            |
|  |                                    |                       |                  |                                    |    |                  |                  |                  |  |  |             |             |             |  |  |            |            |            |
|  |                                    |                       |                  |                                    |    |                  |                  |                  |  |  |             |             |             |  |  |            |            |            |
|  | Kadetten Schaffhausen              | 31                    | 27               |                                    |    |                  |                  |                  |  |  |             |             |             |  |  |            |            |            |
|  | Kadetten Schaffhausen              | 31                    | 27               |                                    |    |                  |                  |                  |  |  |             |             |             |  |  |            |            |            |
|  | Montpellier Agglomération Handball | 26                    | 35               |                                    |    |                  |                  |                  |  |  |             |             |             |  |  |            |            |            |
|  | Montpellier Agglomération Handball | 26                    | 35               | Montpellier Agglomération Handball | 29 | 26               |                  |                  |  |  |             |             |             |  |  |            |            |            |
|  |                                    |                       |                  |                                    | 29 | 26               |                  |                  |  |  |             |             |             |  |  |            |            |            |
|  |                                    | Rhein-Neckar Löwen    | 27               | 35                                 |    |                  |                  |                  |  |  |             |             |             |  |  |            |            |            |
|  | RK Zagreb                          | Rhein-Neckar Löwen    | 27               | 35                                 | 28 | 27               |                  |                  |  |  |             |             |             |  |  |            |            |            |
|  | RK Zagreb                          |                       |                  |                                    | 28 | 27               |                  |                  |  |  |             |             |             |  |  |            |            |            |
|  | Rhein-Neckar Löwen                 | 31                    | 27               |                                    |    |                  |                  |                  |  |  |             |             |             |  |  |            |            |            |
|  | Rhein-Neckar Löwen                 | 31                    | 27               | Rhein-Neckar Löwen                 | 28 |                  |                  |                  |  |  |             |             |             |  |  |            |            |            |
|  |                                    |                       |                  |                                    | 28 |                  |                  |                  |  |  |             |             |             |  |  |            |            |            |
|  |                                    | FC Barcelona Borges   | 30               |                                    |    |                  |                  |                  |  |  |             |             |             |  |  |            |            |            |
|  | FC Barcelona Borges                | FC Barcelona Borges   | 30               | 28                                 | 26 |                  |                  |                  |  |  |             |             |             |  |  |            |            |            |
|  | FC Barcelona Borges                |                       |                  |                                    | 26 |                  |                  |                  |  |  |             |             |             |  |  |            |            |            |
|  | Veszprém KC                        | 21                    | 30               |                                    |    |                  |                  |                  |  |  |             |             |             |  |  |            |            |            |
|  | Veszprém KC                        | 21                    | 30               | FC Barcelona Borges                | 27 | 36               |                  |                  |  |  |             |             |             |  |  |            |            |            |
|  |                                    |                       |                  |                                    | 27 | 36               |                  |                  |  |  |             |             |             |  |  |            |            |            |
|  |                                    | THW Kiel              | 25               | 33                                 |    |                  |                  |                  |  |  |             |             |             |  |  |            |            |            |
|  | KIF Kolding                        | THW Kiel              | 25               | 33                                 | 29 | 24               |                  |                  |  |  |             |             |             |  |  |            |            |            |
|  | KIF Kolding                        |                       |                  |                                    | 29 | 24               |                  |                  |  |  |             |             |             |  |  |            |            |            |
|  | THW Kiel                           | 36                    | 36               |                                    |    |                  |                  |                  |  |  |             |             |             |  |  |            |            |            |
|  | THW Kiel                           | 36                    | 36               | FC Barcelona Borges                | 27 |                  |                  |                  |  |  |             |             |             |  |  |            |            |            |
|  |                                    |                       |                  |                                    | 27 |                  |                  |                  |  |  |             |             |             |  |  |            |            |            |
|  |                                    | Renovalia Ciudad Real | 24               |                                    |    |                  |                  |                  |  |  |             |             |             |  |  |            |            |            |
|  | HSV Hamburg                        | Renovalia Ciudad Real | 24               | 28                                 | 35 |                  |                  |                  |  |  |             |             |             |  |  |            |            |            |
|  | HSV Hamburg                        |                       |                  |                                    | 35 |                  |                  |                  |  |  |             |             |             |  |  |            |            |            |
|  | Cuatro Rayas Valladolid            | 22                    | 33               |                                    |    |                  |                  |                  |  |  |             |             |             |  |  |            |            |            |
|  | Cuatro Rayas Valladolid            | 22                    | 33               | HSV Hamburg                        | 38 | 37               |                  |                  |  |  |             |             |             |  |  |            |            |            |
|  |                                    |                       |                  |                                    | 38 | 37               |                  |                  |  |  |             |             |             |  |  |            |            |            |
|  |                                    | Chejovskie Medvedi    | 24               | 37                                 |    |                  |                  |                  |  |  |             |             |             |  |  |            |            |            |
|  | Bosna Sarajevo                     | Chejovskie Medvedi    | 24               | 37                                 | 22 | 17               |                  |                  |  |  |             |             |             |  |  |            |            |            |
|  | Bosna Sarajevo                     |                       |                  |                                    | 22 | 17               |                  |                  |  |  |             |             |             |  |  |            |            |            |
|  | Chejovskie Medvedi                 | 31                    | 30               |                                    |    |                  |                  |                  |  |  |             |             |             |  |  |            |            |            |
|  | Chejovskie Medvedi                 | 31                    | 30               | HSV Hamburg                        | 23 |                  |                  |                  |  |  |             |             |             |  |  |            |            |            |
|  |                                    |                       |                  |                                    | 23 |                  |                  |                  |  |  |             |             |             |  |  |            |            |            |
|  |                                    | Renovalia Ciudad Real | 28               |                                    |    |                  |                  |                  |  |  |             |             |             |  |  |            |            |            |
|  | SC Pick Szeged                     | Renovalia Ciudad Real | 28               | 26                                 | 20 |                  |                  |                  |  |  |             |             |             |  |  |            |            |            |
|  | SC Pick Szeged                     |                       |                  |                                    | 20 |                  |                  |                  |  |  |             |             |             |  |  |            |            |            |
|  | SG Flensburg-Handewitt             | 27                    | 33               |                                    |    |                  |                  |                  |  |  |             |             |             |  |  |            |            |            |
|  | SG Flensburg-Handewitt             | 27                    | 33               | SG Flensburg-Handewitt             | 24 | 22               |                  |                  |  |  |             |             |             |  |  |            |            |            |
|  |                                    |                       |                  |                                    | 24 | 22               |                  |                  |  |  |             |             |             |  |  |            |            |            |
|  |                                    | Renovalia Ciudad Real | 38               | 21                                 |    |                  |                  |                  |  |  |             |             |             |  |  |            |            |            |
|  | Chambéry Savoie Handball           | Renovalia Ciudad Real | 38               | 21                                 | 24 | 19               |                  |                  |  |  |             |             |             |  |  |            |            |            |
|  | Chambéry Savoie Handball           |                       |                  |                                    | 24 | 19               |                  |                  |  |  |             |             |             |  |  |            |            |            |
|  | Renovalia Ciudad Real              | 27                    | 36               |                                    |    |                  |                  |                  |  |  |             |             |             |  |  |            |            |            |

### Octavos de final

#### Kadetten Schaffhausen - Montpellier Agglomération Handball
| 24 de marzo de 2011 | Kadetten Schaffhausen | 31:26 (17:11) | Montpellier Agglomération Handball | Schweizersbildhalle, Winterthur                                                                  |                                                                                                  |
|                     | Florian Goepfert 7    |               | 6 Mladen Bojinovic                 | Asistencia: 2.400 espectadores Árbitro(s): Hlynur Leifsson (Islandia) y Anton Palsson (Islandia) | Asistencia: 2.400 espectadores Árbitro(s): Hlynur Leifsson (Islandia) y Anton Palsson (Islandia) |

| 9 de abril de 2011 | Montpellier Agglomération Handball | 35:27 (21:14) | Kadetten Schaffhausen | Arena Montpellier, Montpellier                                                               |                                                                                              |
|                    | William Accambray 8                |               | 7 Iwan Ursic          | Asistencia: 8.500 espectadores Árbitro(s): Péter Horváth (Hungría) y Balazs Marton (Hungría) | Asistencia: 8.500 espectadores Árbitro(s): Péter Horváth (Hungría) y Balazs Marton (Hungría) |

#### RK Zagreb - Rhein-Neckar Löwen
| 27 de marzo de 2011 | RK Zagreb   | 28:31 (12:15) | Rhein-Neckar Löwen | Arena de Zagreb, Zagreb                                                                                  | |
|                     | Gyula Gal 5 |               | 10 Uwe Gensheimer  | Asistencia: 10.000 espectadores Árbitro(s): Kenneth Abrahamsen (Noruega) y Arne M. Kristiansen (Noruega) | Asistencia: 10.000 espectadores Árbitro(s): Kenneth Abrahamsen (Noruega) y Arne M. Kristiansen (Noruega) |

| 31 de marzo de 2011 | Rhein-Neckar Löwen | 27:27 (11:9) | RK Zagreb      | SAP-Arena, Mannheim                                                                                    | |
|                     | Uwe Gensheimer 9   |              | 9 David Spiler | Asistencia: 7.700 espectadores Árbitro(s): Oscar Raluy López (España) y Angel Sabroso Ramírez (España) | Asistencia: 7.700 espectadores Árbitro(s): Oscar Raluy López (España) y Angel Sabroso Ramírez (España) |

#### FC Barcelona Borges - Veszprém KC
| 27 de marzo de 2011 | FC Barcelona Borges | 28:21 (14:13) | Veszprém KC    | Palau Blaugrana, Barcelona                                                                         | |
|                     | Juanín García 6     |               | 5 Renato Sulic | Asistencia: 5.200 espectadores Árbitro(s): Per Olesen (Dinamarca) y Lars Ejby Pedersen (Dinamarca) | Asistencia: 5.200 espectadores Árbitro(s): Per Olesen (Dinamarca) y Lars Ejby Pedersen (Dinamarca) |

| 2 de abril de 2011 | Veszprém KC    | 30:26 (15:8) | FC Barcelona Borges | Veszprém Aréna, Veszprém                                                                    |                                                                                             |
|                    | Marko Vujin 11 |              | 9 Juanín García     | Asistencia: 5.100 espectadores Árbitro(s): Bernd Methe (Alemania) y Reiner Methe (Alemania) | Asistencia: 5.100 espectadores Árbitro(s): Bernd Methe (Alemania) y Reiner Methe (Alemania) |

#### KIF Kolding - THW Kiel
| 26 de marzo de 2011 | KIF Kolding      | 29:36 (16:17) | THW Kiel      | Kolding Hallen, Kolding                                                                         |                                                                                                 |
|                     | Lukas Karlsson 8 |               | 9 Filip Jicha | Asistencia: 3.000 espectadores Árbitro(s): Nordine Lazaar (Francia) y Laurent Reveret (Francia) | Asistencia: 3.000 espectadores Árbitro(s): Nordine Lazaar (Francia) y Laurent Reveret (Francia) |

| 2 de abril de 2011 | THW Kiel     | 36:24 (20:11) | KIF Kolding         | Sparkassen-Arena, Kiel | |
|                    | Momir Ilic 6 |               | 7 Lars Christiansen | Asistencia: 9.500 espectadores Árbitro(s): Slave Nikolov (República de Macedonia) y Gjorgji Nachevski (República de Macedonia) | Asistencia: 9.500 espectadores Árbitro(s): Slave Nikolov (República de Macedonia) y Gjorgji Nachevski (República de Macedonia) |

#### HSV Hamburg - Cuatro Rayas Valladolid
| 24 de marzo de 2011 | HSV Hamburg   | 28:22 (11:15) | Cuatro Rayas Valladolid | Sporthalle Hamburg, Hamburg                                                              |                                                                                          |
|                     | Pascal Hens 6 |               | 8 Håvard Tvedten        | Asistencia: 2.100 espectadores Árbitro(s): Evgenij Zotin (Rusia) y Evgenij Zotin (Rusia) | Asistencia: 2.100 espectadores Árbitro(s): Evgenij Zotin (Rusia) y Evgenij Zotin (Rusia) |

| 3 de abril de 2011 | Cuatro Rayas Valladolid | 33:35 (16:19) | HSV Hamburg     | Polideportivo Pisuerga, Valladolid                                                           |                                                                                              |
|                    | Håvard Tvedten 9        |               | 8 Hans Lindberg | Asistencia: 5.300 espectadores Árbitro(s): Nenad Nikolic (Serbia) y Dusan Stojkovic (Serbia) | Asistencia: 5.300 espectadores Árbitro(s): Nenad Nikolic (Serbia) y Dusan Stojkovic (Serbia) |

#### Bosna Sarajevo - Chejovskie Medvedi
| 27 de marzo de 2011 | Bosna Sarajevo | 22:31 (7:16) | Chejovskie Medvedi | Mirza Delibasic Hall, Sarajevo                                                                         | |
|                     | Luka Rakovic 4 |              | 6 Timur Dibirov    | Asistencia: 3.500 espectadores Árbitro(s): Jens Carl Nielsen (Dinamarca) y Peter Lorentzen (Dinamarca) | Asistencia: 3.500 espectadores Árbitro(s): Jens Carl Nielsen (Dinamarca) y Peter Lorentzen (Dinamarca) |

| 31 de marzo de 2011 | Chejovskie Medvedi | 30:17 (11:9) | Bosna Sarajevo | Sporthall Olimpijski, Chéjov                                                                              | |
|                     | Samvel Aslanyan 6  |              | 7 Igor Karacic | Asistencia: 2.700 espectadores Árbitro(s): Michal Badura (Eslovaquia) y Jaroslav Ondogrecula (Eslovaquia) | Asistencia: 2.700 espectadores Árbitro(s): Michal Badura (Eslovaquia) y Jaroslav Ondogrecula (Eslovaquia) |

#### SC Pick Szeged - SG Flensburg-Handewitt
| 26 de marzo de 2011 | SC Pick Szeged  | 26:27 (12:9) | SG Flensburg-Handewitt | Városi Sportcsarnok, Szeged                                                                    |                                                                                                |
|                     | David Katzirz 6 |              | 8 Anders Eggert Jensen | Asistencia: 3.500 espectadores Árbitro(s): Kim Andersen (Noruega) y Per Morten Sodal (Noruega) | Asistencia: 3.500 espectadores Árbitro(s): Kim Andersen (Noruega) y Per Morten Sodal (Noruega) |

| 3 de abril de 2011 | SG Flensburg-Handewitt  | 33:20 (18:8) | SC Pick Szeged  | Campushalle, Flensburg                                                                      |                                                                                             |
|                    | Anders Eggert Jensen 14 |              | 7 Szabolcs Törö | Asistencia: 6.000 espectadores Árbitro(s): Thierry Dentz (Francia) y Denis Reibel (Francia) | Asistencia: 6.000 espectadores Árbitro(s): Thierry Dentz (Francia) y Denis Reibel (Francia) |

#### Chambéry Savoie Handball - BM Ciudad Real
| 27 de marzo de 2011 | Chambéry Savoie Handball | 24:27 (11:15) | BM Ciudad Real       | Le Phare, Chambéry                                                                                        | |
|                     | Edin Basic 8             |               | 5 Alberto Entrerríos | Asistencia: 4.400 espectadores Árbitro(s): Vaclav Kohout (República Checa) y Petr Novak (República Checa) | Asistencia: 4.400 espectadores Árbitro(s): Vaclav Kohout (República Checa) y Petr Novak (República Checa) |

| 2 de abril de 2011 | BM Ciudad Real  | 33:20 (18:8) | Chambéry Savoie Handball | Quijote Arena, Ciudad Real                                                                   |                                                                                              |
|                    | Kiril Lazarov 7 |              | 5 Laurent Busselier      | Asistencia: 2.900 espectadores Árbitro(s): Lars Geipel (Alemania) y Marcus Helbig (Alemania) | Asistencia: 2.900 espectadores Árbitro(s): Lars Geipel (Alemania) y Marcus Helbig (Alemania) |

### Cuartos de final

#### Rhein-Neckar Löwen - Montpellier Agglomération Handball
| 24 de abril de 2011 | Rhein-Neckar Löwen | 27:29 (12:9) | Montpellier Agglomération Handball | SAP-Arena, Mannheim                                                                           |                                                                                               |
|                     | Uwe Gensheimer 7   |              | 7 Vid Kavticnik                    | Asistencia: 10.500 espectadores Árbitro(s): Nenad Nikolic (Serbia) y Dusan Stojkovic (Serbia) | Asistencia: 10.500 espectadores Árbitro(s): Nenad Nikolic (Serbia) y Dusan Stojkovic (Serbia) |

| 30 de abril de 2011 | Montpellier Agglomération Handball | 26:35 (17:15) | Rhein-Neckar Löwen | Arena Montpellier, Montpellier                                                                 |                                                                                                |
|                     | Mladen Bojinovic 6                 |               | 10 Uwe Gensheimer  | Asistencia: 9.000 espectadores Árbitro(s): Matija Gubica (Croacia) y Boris Milosevic (Croacia) | Asistencia: 9.000 espectadores Árbitro(s): Matija Gubica (Croacia) y Boris Milosevic (Croacia) |

#### FC Barcelona Borges - THW Kiel
| 24 de abril de 2011 | FC Barcelona Borges | 27:25 (14:15) | THW Kiel     | Palau Blaugrana, Barcelona                                                                              | |
|                     | Siarhei Rutenka 6   |               | 5 Momir Ilic | Asistencia: 6.500 espectadores Árbitro(s): Kenneth Abrahamsen (Noruega) y Arne M. Kristiansen (Noruega) | Asistencia: 6.500 espectadores Árbitro(s): Kenneth Abrahamsen (Noruega) y Arne M. Kristiansen (Noruega) |

| 1 de mayo de 2011 | THW Kiel      | 33:36 (15:19) | FC Barcelona Borges | Sparkassen-Arena, Kiel                                                                           |                                                                                                  |
|                   | Marcus Ahlm 8 |               | 8 Siarhei Rutenka   | Asistencia: 10.250 espectadores Árbitro(s): Martin Gjeding (Dinamarca) y Mads Hansen (Dinamarca) | Asistencia: 10.250 espectadores Árbitro(s): Martin Gjeding (Dinamarca) y Mads Hansen (Dinamarca) |

#### HSV Hamburg - Chejovskie Medvedi
| 23 de abril de 2011 | HSV Hamburg          | 38:24 (20:15) | Chejovskie Medvedi | O2 World Hamburg, Hamburg                                                              |                                                                                        |
|                     | Krzysztof Lijewski 7 |               | 4 Vasily Filippov  | Asistencia: 6.000 espectadores Árbitro(s): Csaba Kekes (Hungría) y Pal Kekes (Hungría) | Asistencia: 6.000 espectadores Árbitro(s): Csaba Kekes (Hungría) y Pal Kekes (Hungría) |

| 30 de abril de 2011 | Chejovskie Medvedi | 37:37 (19:14) | HSV Hamburg       | Sporthall Olimpijski, Chéjov                                                                           | |
|                     | Siarhei Harbok 8   |               | 7 Domagoj Duvnjak | Asistencia: 1.500 espectadores Árbitro(s): Oscar Raluy López (España) y Angel Sabroso Ramírez (España) | Asistencia: 1.500 espectadores Árbitro(s): Oscar Raluy López (España) y Angel Sabroso Ramírez (España) |

#### SG Flensburg-Handewitt - BM Ciudad Real
| 21 de abril de 2011 | SG Flensburg-Handewitt | 24:38 (8:19) | BM Ciudad Real   | Campushalle, Flensburg                                                                         |                                                                                                |
|                     | Thomas Mogensen 6      |              | 10 Kiril Lazarov | Asistencia: 3.600 espectadores Árbitro(s): Nenad Krstic (Eslovenia) y Peter Ljubic (Eslovenia) | Asistencia: 3.600 espectadores Árbitro(s): Nenad Krstic (Eslovenia) y Peter Ljubic (Eslovenia) |

| 1 de mayo de 2011 | BM Ciudad Real  | 21:22 (9:13) | SG Flensburg-Handewitt | Quijote Arena, Ciudad Real                                                                                   | |
|                   | Kiril Lazarov 7 |              | 5 Thomas Mogensen      | Asistencia: 3.500 espectadores Árbitro(s): Vaclav Horacek (República Checa) y Jiri Novotny (República Checa) | Asistencia: 3.500 espectadores Árbitro(s): Vaclav Horacek (República Checa) y Jiri Novotny (República Checa) |

### Final4

#### Semifinales

##### Rhein Neckar Löwen - FC Barcelona Borges
| 28 de mayo de 2011 | Rhein Neckar Löwen | 28:30 (12:12) | FC Barcelona Borges | Lanxess Arena, Colonia                                                                         |                                                                                                |
|                    | Uwe Gensheimer 7   |               | Juanín García 5     | Asistencia: 19250 espectadores Árbitro(s): Nenad Krstic (Eslovenia) y Peter Ljubic (Eslovenia) | Asistencia: 19250 espectadores Árbitro(s): Nenad Krstic (Eslovenia) y Peter Ljubic (Eslovenia) |

##### Renovalia Ciudad Real - HSV Hamburg
| 28 de mayo de 2011 | Renovalia Ciudad Real | 28:23 (12:10) | HSV Hamburg     | Lanxess Arena, Colonia                                                                           |                                                                                                  |
|                    | Luc Abalo 6           |               | Hans Lindberg 5 | Asistencia: 19.250 espectadores Árbitro(s): Martin Gjeding (Dinamarca) y Mads Hansen (Dinamarca) | Asistencia: 19.250 espectadores Árbitro(s): Martin Gjeding (Dinamarca) y Mads Hansen (Dinamarca) |

#### 3º y 4º puesto
| 29 de mayo de 2011 | Rhein-Neckar Löwen  | 31:33 (13:15) | HSV Hamburg      | Lanxess Arena, Colonia                                                                        |                                                                                               |
|                    | Olafur Stefansson 7 |               | Bertrand Gille 6 | Asistencia: 19.250 espectadores Árbitro(s): Péter Horváth (Hungría) y Balazs Marton (Hungría) | Asistencia: 19.250 espectadores Árbitro(s): Péter Horváth (Hungría) y Balazs Marton (Hungría) |

#### Final
| 29 de mayo de 2011 | FC Barcelona Borges     | 27:24 (14:10) | Renovalia Ciudad Real | Lanxess Arena, Colonia                                                                           |                                                                                                  |
|                    | Jesper Brian Noddesbo 8 |               | Mariusz Jurkiewicz 5  | Asistencia: 19.250 espectadores Árbitro(s): Nordine Lazaar (Francia) y Laurent Reveret (Francia) | Asistencia: 19.250 espectadores Árbitro(s): Nordine Lazaar (Francia) y Laurent Reveret (Francia) |

| España |                   |                        |       |
| Campeón FC Barcelona Borges 8.o título Estadísticas Finales \| Rank \| Nombre \| Equipo \| Goles \| \| ---- \| ----------------- \| ---------------------- \| ----- \| \| 1 \| Uwe Gensheimer \| Rhein-Neckar Löwen \| 118 \| \| 2 \| Marko Vujin \| MKB Veszprém \| 98 \| \| 3 \| Anders Eggert \| SG Flensburg-Handewitt \| 88 \| \| 4 \| Filip Jícha \| THW Kiel \| 87 \| \| 5 \| William Accambray \| Montpellier HB \| 75 \| \| 6 \| Lars Christiansen \| KIF Kolding \| 74 \| \| 6 \| Kiril Lazarov \| BM Ciudad Real \| 74 \| \| 6 \| Mait Patrail \| Kadetten Schaffhausen \| 74 \| \| 9 \| Vasily Filippov \| Chekhovskiye Medvedi \| 67 \| \| 10 \| Pavel Atman \| HC Dinamo-Minsk \| 63 \| \| 10 \| Jonas Larholm \| Aalborg Håndbold \| 63 \| |                   |                        |       |
| Rank | Nombre            | Equipo                 | Goles |
| 1 | Uwe Gensheimer    | Rhein-Neckar Löwen     | 118   |
| 2 | Marko Vujin       | MKB Veszprém           | 98    |
| 3 | Anders Eggert     | SG Flensburg-Handewitt | 88    |
| 4 | Filip Jícha       | THW Kiel               | 87    |
| 5 | William Accambray | Montpellier HB         | 75    |
| 6 | Lars Christiansen | KIF Kolding            | 74    |
| 6 | Kiril Lazarov     | BM Ciudad Real         | 74    |
| 6 | Mait Patrail      | Kadetten Schaffhausen  | 74    |
| 9 | Vasily Filippov   | Chekhovskiye Medvedi   | 67    |
| 10 | Pavel Atman       | HC Dinamo-Minsk        | 63    |
| 10 | Jonas Larholm     | Aalborg Håndbold       | 63    |

| Predecesor: Liga de Campeones de la EHF 2009-10 | Liga de Campeones de la EHF 2010/11 | Sucesor: Liga de Campeones de la EHF 2011-12 |

- Datos: Q1091405